# Simon de Vallambert
Simon de Vallambert (* im 16. Jahrhundert in Avallon; † im 16. Jahrhundert) war ein französischer Kinderarzt und humanistischer Schriftsteller.

## Leben und Werk
Simon de Vallambert wurde um 1520 in Avallon (Burgund) geboren. Er studierte Medizin in Paris und Montpellier, das er 1540 aus religiösen Gründen verlassen musste. Gefördert von Kardinal  François de Tournon, freundete er sich in Lyon mit den Dichtern Salmon Macrin und Charles Fontaine an. Sein lateinischer Roman über Ciceros Sohn Marcus verschaffte ihm Anerkennung. Seine Übersetzung von Platons Kriton ist verschollen. Er schrieb Verse in Griechisch, Latein und Französisch. 1558 wurde er Leibarzt von Marguerite de Valois-Angoulême, duchesse de Berry und folgte ihr nach Savoyen. 1565 veröffentlichte er das erste französische Werk der Kinderheilkunde und Kleinkinderziehung. Sein Todesjahr ist nicht bekannt.

## Publikationen (Auswahl)
- (1545) Historia de vita et rebus gestis M. Tullii Ciceronis M. filii.
- (1552) De optimo genere disputandi.
- (1565) Cinq livres, de la maniere de nourrir et gouverner les enfans dès leur naissance. Hrsg. Colette H. Winn und Melanie E. Gregg. Librairie Droz, Genf 2005. (kritische Ausgabe)